# Park Narodowy Ansenuza
Park Narodowy Ansenuza (hiszp. Parque nacional Ansenuza) – park narodowy w Argentynie położony w północno-wschodniej części prowincji Córdoba, w departamentach San Justo i Tulumba. Został utworzony 30 czerwca 2022 roku i zajmuje obszar 6614,16 km². Powstał na bazie istniejącego od 1994 roku rezerwatu przyrody, który od 1995 roku stanowi rezerwat biosfery UNESCO. W 2002 roku rezerwat został wpisany na listę konwencji ramsarskiej, a w 2005 roku został zakwalifikowany przez BirdLife International jako ostoja ptaków IBA.

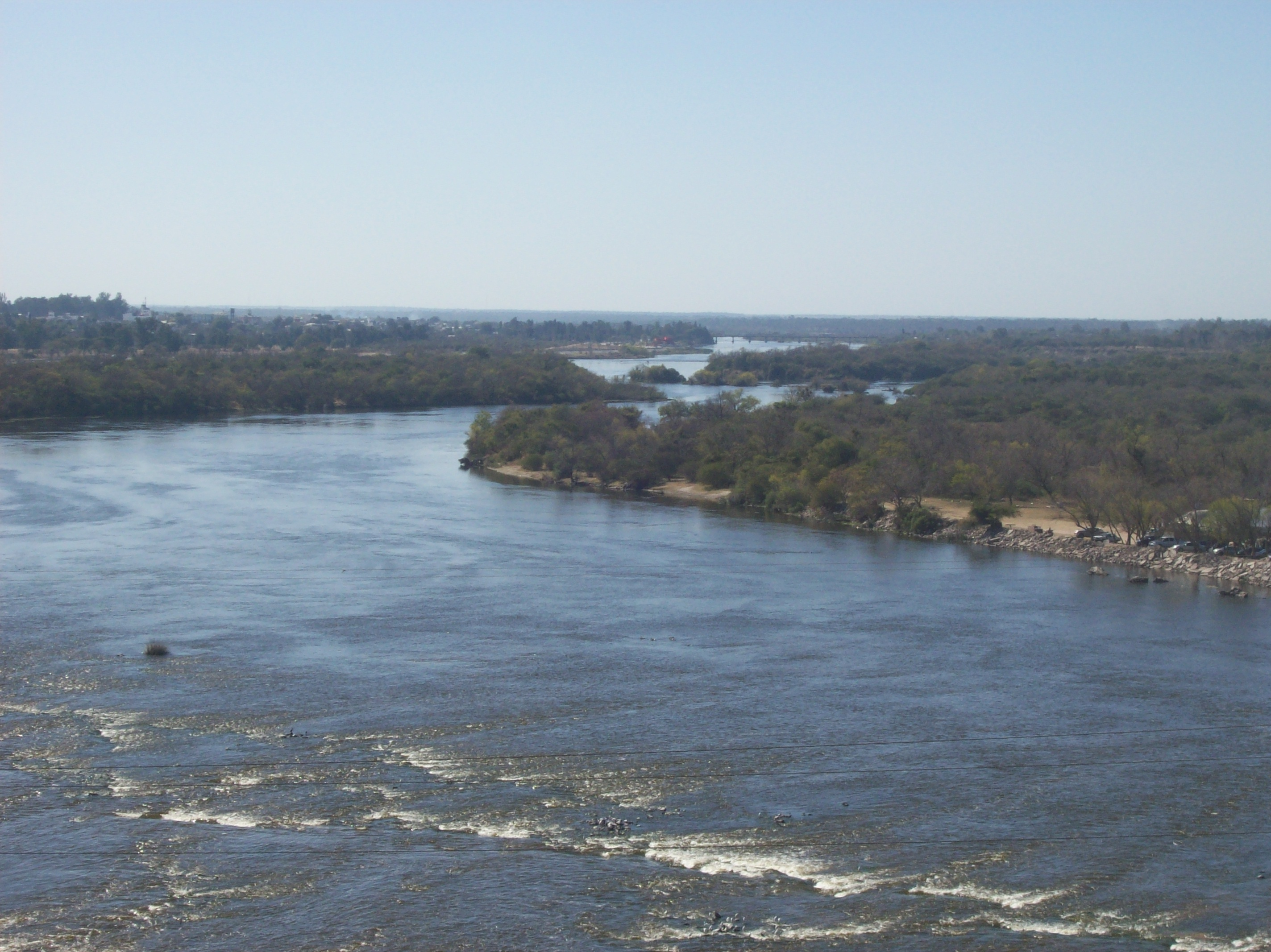
Rzeka Dulce

## Opis
Park obejmuje bezodpływowe, słone jezioro Mar Chiquita lub Mar de Ansenuza (największe słone jezioro w Ameryce Południowej i piąte na świecie) oraz tereny podmokłe Rio Dulce położone na północ od jeziora. Jezioro jest zasilane przez trzy rzeki: Dulce, Suquía i Xanaes.

## Flora
Na często zalewanych terenach podmokłych rośnie przeważnie sitowie (Scirpus spp.), pałka szerokolistna (Typha latifolia), trawa (Elionurus spp.), Distichlis spicata, jadłoszyn (Prosopis ruscifolia) i Geoffroea decorticans. Na wyżej położonych obszarach występuje m.in.: allenrolfea (Allenrolfea spp.), głożyna (Zyziphus mistol), kebraczo (aspidosperma biała i Schinopsis balansae), Stetsonia coryne i palma Trithrinax campestris.

## Fauna
Najbardziej zróżnicowaną i najliczniejszą grupę stanowią ptaki. Występuje tu 66% wszystkich gatunków ptaków wędrownych i przybrzeżnych zarejestrowanych w Argentynie (w tym wiele zagrożonych wyginięciem), skupiając około 36% całkowitej awifauny kraju (380 zarejestrowanych gatunków). Są to m.in.: flaming chilijski, flaming krótkodzioby, flaming andyjski, nandu szare, urubitinga czubata, derkaczyk plamisty, mewa argentyńska, lelkowiec sierposkrzydły, widlaczek, murawnik brodaty, mokradnik argentyński, ziarnojadek moczarowy, trzęsiogon rdzawoskrzydły, mniszek rdzawy, górochruściak okopcony, kormoran oliwkowy, czapla złotawa, czapla śnieżna, ibis amerykański, mewa patagońska, łyska żółtodzioba, łyska złotoczelna, płatkonóg trójbarwny.
Ssaki występujące w parku to m.in.: pampasowiec grzywiasty, jaguarundi amerykański, nibylis pampasowy, wydrak długoogonowy, nutria amerykańska, kapibara wielka, mazama szara, wydrak długoogonowy.